# Khaled Al Khamissi
Khaled ʿAbd al-Rahman Al Khamissi (in arabo خالد الخميسى‎?, Khālid al-Khamissī; Il Cairo, 27 settembre 1962) è uno scrittore, regista e giornalista egiziano.
Dopo aver esordito come giornalista, si è inserito nel filone narrativo del realismo sociale, ambientando le sue opere nei luoghi più tradizionali del Cairo e descrivendo gli aspetti della vita popolare cairota per affrontare i temi caldi dell'Egitto - politica, economia, sanità, istruzione e immigrazione verso l'Europa. A tal proposito vanno citati Taxi (2007) e L'arca di Noè (2009).
Nel maggio 2009 ha partecipato al Salone internazionale del libro di Torino, dove il Paese ospite d'onore è stato l'Egitto.

## Biografia
Figlio di padre scrittore morto molto presto, ha lasciato l'Egitto per studiare in Francia. Si è laureato in Scienze politiche alla Sorbona di Parigi. Tornato in Egitto ha lavorato per l'Istituto Nazionale egiziano per gli studi sociali e ha fondato la casa di produzione cinematografica Nile Production Company per la quale ha scritto numerose sceneggiature per il cinema egiziano. Ha diretto per molto tempo la casa editrice Noussous pubblicando scrittori egiziani come Lewis Awad e Nasr Hamid Abu Zayd. Dal 1986 al 1990 è stato editorialista del quotidiano al-Ahram e tuttora scrive articoli e analisi critiche su politica e società in diversi giornali e settimanali egiziani.

## Opere
- Taxi. Hawādith al-mashāwir, Dar El Shorouk, 2007,  pp. 224 pp., ISBN 978-977-09-1683-4.
- Noé Arch, Dar El Shorouk, 2009.

### Traduzioni
- Taxi. Cabbie talk, traduzione di Jonathan Wright, Aflame Books, 2008,  pp. 220 pp, ISBN 978-1-906300-02-9.
- Taxi. Le strade del Cairo si raccontano, traduzione di Ernesto Pagano, Collana Altriarabi, il Sirente, Fagnano Alto, 2008,  pp. 216 pp, ISBN 978-88-87847-14-7.
- Taxi, Malaysia, 2008.
- Taxi, Almuzara, 2009, ISBN 978-84-92801-45-9.
- Taxi, traduzione di Hussein Emara e Moïna Fauchier Delavigne, Collana Textes arabes, Éditions Actes Sud, Arles, 2009,  pp. 192 pp, ISBN 978-2-7427-8541-4.
- Taxi. Unterwegs in Kairo, Lenos Verlag, Basilea, 2011,  pp. 192 pp, ISBN 978-3-85787-413-0.